# كليم مكارثي
كليم مكارثي (بالإنجليزية: Clem McCarthy)‏ هو مذيع أمريكي، ولد في 9 سبتمبر 1882 في روتشستر في الولايات المتحدة، وتوفي في 4 يونيو 1962 في نيويورك في الولايات المتحدة.

## وصلات خارجية
- كليم مكارثي على موقع IMDb (الإنجليزية)
- كليم مكارثي على موقع الموسوعة البريطانية (الإنجليزية)
- كليم مكارثي على موقع ديسكوغز (الإنجليزية)
- كليم مكارثي على موقع قاعدة بيانات الفيلم (الإنجليزية)